# Danske Centralasiatiske Ekspeditioner
De Danske Centralasiatiske Ekspeditioner (forkortet DECA) var fire videnskabelige ekspeditioner som i midten af 1900-tallet udgik fra Danmark til områder i Centralasien, hvorfra der blev hjembragt store mængder etnografika, foruden bøger, lydoptagelser m.m.

## Forløbere
I slutningen af 1890'erne foretog den danske løjtnant Ole Olufsen to ekspeditioner til Pamir, hvor han foretog betydelige indsamlinger i Bukhara og Khiva. I 1909 rejste A. Bollerup Sørensen (1880-1932) tværs over den mongolske steppe, og i 1915 og 1921-22 besøgte han Xinjiang, Qinghai og Tibet. I 1923 drog seks danskere, bl.a. lægen Carl Krebs og etnografen Henning Haslund-Christensen, til Mongoliet for at grundlægge en forsøgsgård med mejeridrift. Problemer med det kommunistiske styre bevirkede, at de fleste opgav i 1926; kun Carl Krebs blev, men opgav i 1936. I 1936 foretog geograf og etnograf C. G. Feilberg en rejse til Iran, hvor han foretog betydelige samlinger, navnlig fra lurerne.

## Baggrund
I 1930’erne var de danske etnografiske samlinger fra Centralasien mangelfulde. Knud Rasmussen havde godtnok i 1927 vha. en bevilling fra Carlsbergfondet erhvervet den righoldige Eugen Alexander-samling indsamlet hos de sibiriske folkeslag giljaker, jakutere og samojeder længst mod øst. Og fra Pamir og Iran i det vestlige Asien forelå indsamlinger og optegnelser fra bl.a. Ole Olufsen og C. G. Feilberg. Men fra det store område herimellem, en strækning på ca. 5.000 km omfattende bl.a. Tibet og Mongoliet, forelå så godt som intet materiale af hverken etnografisk eller filologisk art, men kun naturvidenskabeligt materiale, fra bl.a. amerikanske og svenske ekspeditioner. Moderne tider var også så småt nået til disse fjerne egne, og fra dansk side frygtede man, det snart ville være for sent at studere den hastigt svindende kultur hos områdets folkeslag.
De centralasiatiske ekspeditioner havde derfor til formål at indsamle studiemateriale i det mægtige område mellem Manchuriet og Pamir, således at der kunne skabes forbindelse mellem Eugen Alexander-samlingen i øst og Ole Olufsen materiale fra kirgiserne i Pamir. Man ville herved kunne spore udgangspunkterne for de mange kulturer samt de veje, ad hvilke disse havde spredt sig. Danmark ville derved kunne blive ledende inden for den etnologiske udforskning i Centralasien, ligesom det allerede var tilfældet med Arktis.

## De fire ekspeditioner
På den Første Danske Centralasiatiske Ekspedition rejste Henning Haslund-Christensen i årene 1936-37 alene til den nordøstlige del af Indre Mongoliet og indsamlede her 105 folkesange, 700 stykker etnografika, foruden oplysninger om mongolernes kultur. Genstande og optegnelser indgik ved hjemkomsten i Nationalmuseets samlinger.
Den Anden Danske Centralasiatiske Ekspedition (1938-39) blev ledet af Henning Haslund-Christensen, og desuden deltog arkæologen Werner Jacobsen og sprogforskeren Kaare Grønbech. Fra det centrale Indre Mongoliet blev hjembragt ca. 2.000 stykker etnografika til Nationalmuseet, en mongolsk bogsamling til Det Kongelige Bibliotek og musikoptagelser til Dansk Folkemindesamling.
Den Tredje Danske Centralasiatiske Ekspedition (1947-52) gik til Afghanistan og Sikkim, igen under Henning Haslund-Christensens ledelse og med deltagelse af bl.a. etnograferne Lennart Edelberg (1915-81) og Halfdan Siiger, botanikerne Aase og Mogens Engell Køie, samt geografen Johannes Humlum. I 1948 i Kabul blev Haslund-Christensen imidlertid syg og døde, og ekspeditionen måtte afbrydes. I 1950 blev Carl Krebs udpeget til ny leder af ekspeditionen, men det oprindelige program måtte opgives pga. den tilspidsede politiske situation i området, efter Indiens løsrivelse fra Storbritannien og den efterfølgende krig mellem hinduer og muslimer. I stedet lykkedes det Carl Krebs at gennemføre en ekspedition tværs gennem Himalaya-bjergkæden med palæontologen Eigil Nielsen og geologen Asger Berthelsen. Resultaterne af ekspeditionen befinder sig i dag på flere danske forskningsinstitutioner, først og fremmest Nationalmuseet, Moesgård og Det Kongelige Bibliotek.
Endelig blev der 1953-55 under ledelse af prins Peter gennemført en ekspedition til minde om Haslund-Christensen, kaldet Mindeekspeditionen. Fra Nuristan og Afghanistan blev der hjembragt genstande til både Moesgård og Nationalmuseet.